# Luise (Schiff, 1874)
Die Luise war eine Glattdeckskorvette der Kaiserlichen Marine und das zweite Schiff der Ariadne-Klasse. Die von 1871 bis 1874 gebaute Korvette stand bis 1895 im Dienst.

## Geschichte

### Bau
Die Kaiserliche Werft Danzig legte im Juni 1871 den Kiel für eine neue Korvette. Der Neubau lief am 16. Dezember 1872 ohne besondere Feierlichkeiten vom Stapel und erhielt den Namen Luise nach der Großherzogin von Baden. Der Name war bereits einige Zeit vorher veröffentlicht worden. Der weitere Ausbau der Korvette zog sich bis Mitte des Jahres 1874 hin. Das Schiff war vor allem für den Einsatz in Ostasien vorgesehen und erhielt entsprechend eine für damalige Verhältnisse großzügige Raumgestaltung.

### Einsatz
Die Luise konnte am 4. Juni 1874 erstmals in Dienst gestellt werden, um Probefahrten durchzuführen. Diese waren Mitte Juli abgeschlossen und das Schiff wurde nach Wilhelmshaven überführt. Eigentlich hätte es direkt im Ausland eingesetzt werden sollen, jedoch verhinderte die zu geringe Zahl verfügbarer Offiziere den geplanten Überseedienst. Stattdessen wurde die Korvette am 26. August vorerst außer Dienst gestellt.
Nachdem sie bereits Anfang des Jahres 1875 kurze Zeit in Dienst gestanden hatte, wurde die Luise am 11. Oktober 1875 wieder aktiviert und für ihre erste Auslandsreise ausgerüstet. Das Schiff lief am 26. Oktober aus Wilhelmshaven aus und steuerte zunächst Rio de Janeiro an. Die Fahrt führte weiter durch den Südatlantik und den Indik bis nach Melbourne, das die Luise am 1. April 1876 erreichte. Eine Fieberepidemie an Bord machte einen zweiwöchigen Aufenthalt im australischen Hafen notwendig. Anschließend nahm die Korvette Kurs auf die Insel Jolo. Die einheimische Bevölkerung des gleichnamigen Ort hatte sich geweigert, einem deutschen Kaufmann die von ihm gelieferte Ware zu bezahlen, woraufhin er sich mit der Bitte um Hilfe an das Auswärtige Amt gewendet hatte. Die Besatzung der Luise sollte nun die ausstehenden Schulden eintreiben. Sie fand den Ort zerstört vor. Die Einheimischen hatten sich gegen die spanische Verwaltung erhoben, woraufhin diese Jolo niedergebrannt hatte und die Eingeborenen sich ins Inselinnere zurückzogen. Die Luise lief daraufhin nach Hongkong weiter, wo sie am 1. Juli 1876 mit dem in Ostasien stationierten deutschen Geschwader zusammentraf und ihr Schwesterschiff Ariadne ablöste. Am 13. Juli verließ die Luise Hongkong und fuhr nach Tschifu, da der deutsche Gesandte in Peking dort aufgrund britischer Forderungen nach einem Freihafen Unruhen befürchtete. Die Korvette blieb bis zum 1. Oktober in Tschifu, zeitweise von der Vineta unterstützt. Danach lief sie verschiedene chinesische Häfen an. Ende Januar 1877 traf die Luise in Schanghai ein, wo sie eine Zeit lang die Einfuhren der Fremdenniederlassungen überwachte. Von dort aus befuhr das Schiff den Jangtsekiang bis nach Wuhu, wo es Vermessungen vornahm. Nach Abschluss dieser Arbeiten lief die Korvette nach Nagasaki zur Überholung. Während dieser rammte das britische Panzerschiff Audacious die Luise in einer Bö. Dabei wurden der Klüverbaum und drei Beiboote der deutschen Korvette zerstört. Noch in Nagasaki erreichte der Heimreisebefehl die Luise. Sie nahm am 7. Mai 1877 Kurs auf die Heimatgewässer und erreichte Wilhelmshaven am 1. September. Zwölf Tage später endete die erste längere Indiensthaltungsperiode des Schiffs.
1878 lag die Luise zur Überholung an der Werft, wobei ihre Takelage zu der einer Bark geändert wurde. Ihre Segelfläche verringerte sich dadurch von insgesamt 1.582 auf 1.049 m². Die Korvette kam am 20. November 1878 unter dem Kommando von Korvettenkapitän Rudolph Schering wieder in Dienst und lief am 3. Dezember in Richtung Ostasien aus Wilhelmshaven aus. Im Gegensatz zur ersten Reise fuhr das Schiff durch den Sueskanal. Zwischen Aden und Bombay nahm die Luise ab dem 28. Januar 1879 an zwölf verschiedenen Punkten wissenschaftliche Messungen in der Tiefsee vor. Dabei wurden die Temperatur und der Salzgehalt des Wassers untersucht. Diese Messungen standen im Zusammenhang mit den zwischen 1872 und 1876 stattgefundenen Expeditionen der britischen Challenger und der deutschen Gazelle. Im Anschluss an diese Arbeiten lief die Luise zunächst Bombay und anschließend als erstes deutsches Kriegsschiff Kalkutta an. Die Fahrt führte weiter nach Hongkong, wo die Korvette Anfang Mai ihr Schwesterschiff Freya in Ostasien ablöste und Mitte Mai mit der auf der Heimreise befindlichen Leipzig zusammentraf. Dabei übernahm Korvettenkapitän Schering die Funktion des dienstältesten Offiziers in Ostasien von Kapitän zur See Karl Paschen, dem Kommandanten der Leipzig, und befehligte fortan die in Ostasien stationierten deutschen Schiffe. Die Luise lief ab Juni 1879 verschiedene japanische Häfen an, wobei sie zum Teil von der Prinz Adalbert begleitet wurde. Im August führte das Schiff insgesamt zehn Tiefseelotungen in der Koreastraße durch.
Im März und April 1880 lag die Luise gemeinsam mit den Kanonenbooten Cyclop und Wolf vor Schanghai, da Unruhen im chinesischen Küstengebiet dies erforderlich machten. Am 24. April konnte die Korvette Schanghai in Richtung Hongkong verlassen und dem am 1. April erhaltenen Befehl zur Rückkehr in die Heimat nachzukommen. Von Hongkong aus ging die Reise am 3. Juli weiter nach Madagaskar, wo sich Korvettenkapitän Schering und fünf seiner Offiziere am 16. August mit dem Premierminister des Königreichs Madagaskar in Tamatave trafen. Grund für diesen Besuch war die nicht erfolgte Anerkennung des neu ernannten deutschen Konsuls durch das Königreich. Dies war die Folge einer fremdenfeindlichen Haltung, die durch französische Forderungen in Madagaskar ausgelöst wurde. Ein aufkommender schwerer Sturm verhinderte weitere Verhandlungen. Die Luise musste Tamatave bereits am Folgetag wieder verlassen, um den Sturm auf See abzuwettern. Da auch ihr Kohlenvorrat knapp wurde, sah sich Schering zur Fortsetzung der Reise gezwungen. Die Luise lief zunächst Simon’s Town zur Übernahme von Kohle und in der Folge weitere Häfen an. Am 9. November 1880 erreichte das Schiff Wilhelmshaven und wurde am 20. November, nach genau zwei Jahren, wieder außer Dienst gestellt.
Im Jahr 1881 erfolgte ein Umbau der Luise zum Schulschiff für Schiffsjungen. Als solches wurde das Schiff am 15. April 1881 in Dienst gestellt. Vom 18. Mai an bis Mitte Juni war die Luise in der Ostsee entlang der deutschen Küste unterwegs. Die erste große Ausbildungsreise nach Übersee begann für das Schiff am 19. Juni 1881. Sie lief dabei die Ostküste Süd- und Nordamerikas zwischen Georgetown und Halifax an. Nach ihrer Rückkehr nach Kiel am 4. September 1882 wurde die Luise zu den zu dieser Zeit stattfindenden Manövern des Übungsgeschwaders in der Ostsee herangezogen. Befehlshaber des Übungsgeschwaders war Konteradmiral Wilhelm von Wickede, dem die Friedrich Carl als Flaggschiff diente. Nach dem Abschluss der Manöver wurde die Luise am 25. September 1882 außer Dienst gestellt.
Im Folgejahr kam das Schiff kurzzeitig von Ende März bis Anfang April in Dienst, um von Kiel nach Danzig überführt zu werden. Die dortige Kaiserliche Werft unterzog das Schiff anschließend bis zum Februar 1885 einer Grundüberholung. Wieder einsatzfähig, wurde die Luise am 24. Februar 1885 wieder in Dienst gestellt und unternahm zunächst von Kiel aus mehrere Probefahrten. Anschließend nahm das Schiff die Ausbildung von Schiffsjungen wieder auf. Vom 11. Mai an fand eine kürzere Reise in der Ostsee statt, der ab dem 1. Juni die zweite Ausbildungsreise nach Übersee, wie bereits 1881/82 an die amerikanische Ostküste, folgte. Auf der Rückfahrt lief die Luise über Queenstown nach Cowes, wo sie an einer britischen Flottenparade teilnahm. Das Schiff verließ Cowes am 10. August und lief über Gravesend und Leith nach Wilhelmshaven, das sie am 10. September 1886 erreichte. Dieser Reise folgte umgehend eine weitere nach Duala, wohin die Luise die Ablösungsmannschaften für die Kanonenboote Cyclop und Habicht bringen sollte. Die Marine wollte damit die Kosten sparen, die für die Charter eines Handelsschiffs angefallen wären. Von dieser Fahrt war die Luise am 26. Januar 1887 in Wilhelmshaven zurück. Sie lief bis zum 10. Februar nach Kiel weiter. Dort ging die Besatzung teilweise von Bord.
Nach knapp zwei Monaten, am 5. April 1887, wurde die Besatzung wieder auf Sollstärke gebracht und die Luise nahm ihren Dienst als Schulschiff wieder auf. Es folgten Fahrten in Nord- und Ostsee. Dabei war das Schiff bei der Grundsteinlegung des Kaiser-Wilhelm-Kanals am 3. Juni anwesend. Die Luise wurde am 15. September in Kiel außer Dienst gestellt und zunächst der Reserve zugeteilt. Doch bereits einen Monat später, am 15. Oktober, kam die Korvette wieder in Dienst und übernahm erneut die Aufgabe, eine neue Besatzung für die deutschen Kanonenboote nach Westafrika und deren bisherige in die Heimat zu bringen. Die Reise begann am 24. Oktober in Kiel, Duala wurde am 17. Dezember erreicht. Zehn Tage später verließ die Luise den Hafen wieder und trat die Rückreise an, die am 18. Februar 1888 in Kiel endete. Die Korvette wurde am 20. Februar außer Dienst gestellt und abermals kurzzeitig der Reserve zugeteilt. Bereits am 6. April kam die Luise aber wieder als Schiffsjungenschulschiff in Dienst. Sie unternahm eine Ausbildungsfahrt in der Ostsee und stellte am 29. September außer Dienst.
Im Jahr 1889 unterzog die Kaiserliche Werft Kiel die Luise einer Überholung, weshalb das Schiff in diesem Jahr nicht zum Einsatz kam. In den Sommermonaten der beiden folgenden Jahre stand die Korvette aber als Schulschiff im Dienst. In beiden Jahren nahm sie auch an den Herbstmanövern der Flotte teil. Ab 1892 wurde die außer Dienst befindliche Luise zu den „Schiffen für besondere Zwecke“, später „Hafenschiffe“ genannt, gezählt. Vom 1. November 1894 an kam das Schiff nochmals zum Einsatz. Bis zum 16 April 1895 diente die Luise als Torpedo-Versuchsschiff, wobei sie hauptsächlich in der Kieler Förde unterwegs war.

### Verbleib
Die Luise wurde am 19. Dezember 1896 aus der Liste der Kriegsschiffe gestrichen. Im Folgejahr verkaufte die Marine das Schiff für 54.187 Mark nach Hamburg, wo es abgewrackt wurde.

## Kommandanten
| 4. Juni bis Juli 1874                   | Korvettenkapitän Eduard Arendt             |
| Juli bis 26. August 1874                | Korvettenkapitän Georg Heinrich Rodenacker |
| Januar bis 3. Februar 1875              | Kapitänleutnant Adolf Mensing              |
| 11. Oktober 1875 bis 13. September 1877 | Korvettenkapitän Wilhelm Ditmar            |
| 20. November 1878 bis 20. November 1880 | Korvettenkapitän Rudolf Schering           |
| 15. April 1881 bis 25. September 1882   | Korvettenkapitän Gustav Stempel            |
| 20. März bis 11. April 1883             | Korvettenkapitän Falko von Gloeden         |
| 24. Februar 1885 bis September 1886     | Korvettenkapitän Curt von Haugwitz         |
| September 1886 bis Februar 1887         | Korvettenkapitän Franz Junge               |
| April bis 15. September 1887            | Korvettenkapitän Wilhelm Büchsel           |
| 15. Oktober 1887 bis 20. Februar 1888   | Korvettenkapitän Claussen von Finck        |
| 6. April bis 29. September 1888         | Korvettenkapitän Claussen von Finck        |
| 9. April bis 30. September 1890         | Korvettenkapitän Armandt von Erhardt       |
| 7. April bis 30. September 1891         | Korvettenkapitän Felix Stubenrauch         |
| 1. November 1894 bis 16. April 1895     | Kapitän zur See Carl Wodrig                |